# Messor concolor
Messor concolor är en myrart som beskrevs av Santschi 1927. Messor concolor ingår i släktet Messor och familjen myror. Inga underarter finns listade i Catalogue of Life.